# Barchfeld-Immelborn
Barchfeld-Immelborn é um município da Alemanha, situado no distrito de Wartburg, no estado da Turíngia. Tem 23,99 km² de área, e sua população em 2019 foi estimada em 4.607 habitantes.